# 利西尼奥德阿尔梅达
利西尼奥德阿尔梅达是巴西巴伊亚州的一个市镇。总面积785.417平方公里，总人口11080人，人口密度14.1人/平方公里。